# Burton Pedwardine
Burton Pedwardine – wieś w Anglii, w hrabstwie Lincolnshire, w dystrykcie North Kesteven. Leży 35 km na południowy wschód od Lincoln i 161 km na północ od Londynu.